# C/1999 F1 (Каталина)
C/1999 F1 (Каталина) — долгопериодическая комета, имеющая один из самых больших периодов обращения вокруг Солнца. Обнаружена 23 марта 1999 года Каталинским небесным обзором.
Комета имеет дугу наблюдения 2360 дней, что позволяет надёжно оценить её орбиту. Орбита долгопериодической кометы правильно получается, когда оскулирующая орбита вычисляется в эпоху после ухода из планетарного региона и рассчитывается относительно центра масс Солнечной системы. C/1999 F1 совершила ближайшее сближение с Нептуном в августе 2017. Используя JPL Horizons, для эпохи 1 января 2035 года получаем следующие барицентрические орбитальные элементы — большая полуось 33 300 а.е., апоцентр — 66 600 а. е., и период обращения примерно 6 миллионов лет. Комета Веста имеет подобный период.
Браузер универсальной базы данных малых тел JPL использует эпоху 19 апреля 2001, до того как комета покинула планетарный регион и находилась около перигелия, что делает расчёт афелия неточным, поскольку не учитывает каких-либо планетарных возмущений. Гелиоцентрическое решение базы данных малых тел JPL также не учитывает массу Юпитера.